# Tevfik Altındağ
Tevfik Altındağ (* 26. Oktober 1988 in Böblingen) ist ein deutsch-türkischer Fußballspieler.

## Karriere
Altındağ durchlief die Nachwuchsabteilungen der Vereine SV Böblingen und SSV Reutlingen, mit letzterem spielte er in der A-Junioren-Bundesliga. Im Sommer 2007 wechselte er in die Türkei zum Erstligisten MKE Ankaragücü, hier blieb er nur eineinhalb Spielzeiten und wechselte innerhalb der Liga zu Sivasspor. Nachdem er auch bei diesem Verein sich nicht etablieren konnte, wurde er für die Rückrunde der Saison 2009/10 an den Zweitligisten Kocaelispor ausgeliehen. Im Sommer 2010 verließ er Sivasspor und heuerte beim Drittligisten Eyüpspor an.
Nachdem er 2011 die Türkei verlassen hatte, blieb Altındağ eine halbe Saison vereinslos und heuerte anschließend bei FSV Frankfurt II an. Später spielte er für diverse Amateurvereine.
Im Sommer 2014 kehrte er in die Türkei zurück und wechselte zum Zweitligisten Adanaspor.